# Majorero sir
Majorero (špansko: [maxoˈɾeɾo]) je španski sir iz kozjega mleka. Podobno kot Manchego ima ta trdi sir mlečni okus po oreščkih, ki se dobro poda k različnim hruškovim izdelkom. Je bledo bele barve in je narejen v velikih kolutih. Trenutno je zaščiten z evropsko zakonodajo s statusom zaščitene označbe porekla (ZOP).
Majorero prihaja z otoka Fuerteventura na Kanarskih otokih.
Beseda Mahorero (Majorero) je beseda Gvančev, ki se še danes uporablja za opis prebivalcev Fuerteventure. Ta otok ima bogato tradicijo kmetovanja in koze so bile zelo pomembne za njihovo gospodarstvo. Ta poseben sir je narejen iz mleka koze pasme Majorera (Cabra Majorera).ref name="ChamorroLosada2002">Chamorro, Concepción; Losada, Manuel M. (2. april 2002). El Análisis Sensorial de Los Quesos (v španščini). Mundi-Prensa Libros. str. 120. ISBN 978-84-8476-025-2.</ref> Koza daje gosto, aromatično mleko z visoko vsebnostjo maščob.
Sir Majorero je običajno na voljo na tri načine: v naravni skorji, namazan z oljem, namazan s pimentom ali s praženim gofijem (vrsta kanarske moke, narejene iz praženih zrn (običajno pšenice ali nekaterih vrst koruze) ali drugih škrobnih rastlin ). Sir ima rahlo gumijasto strukturo. Okus je kisel, z okusom po maslu, vendar ne slan. Ta sir je zelo vsestranski in se lahko uporablja s testeninami, krompirjem in veliko zelenjavo.
Po molži dodajo jagnječje sirilo in po eni uri nastane grudasta snov. To je treba pretlačiti in odcediti, da odstranijo sirotko. Sir nato močno stisnejo in oblikujejo. Po vrhu se podrgne suha sol. Sir je treba nekaj dni zračiti, preden ga lahko zaužijejo, lahko pa ga postavijo v suhe prostore za zorenje. Po staranju lahko sir natrejo z oljem ali gofijem, da preprečijo prekomerno izsušitev in mu dajo različne okuse in teksture.

## Vrste
Majorero tierno
Ta sir se ne stara. Gre za sveži sir, ki je tako kot drugi Majorero izdelan iz kozjega mleka in se uživa brez faze zorenja.
Majorero semicurado
Polzreli sir je star 3 mesece in ima intenzivno aromo.
Majorero curado
To je sir, ki je zorel 4 mesece. Okušati je mogoče arome praženega.

## Aroma
Majorero je rahlo pikantnega in rahlo kiselkastega okusa. Bolj kot je sir zrel, bolj uravnotežen in intenziven je njegov okus po kozjem mleku. Starejši sir ima kanček pikantnosti. Njegova vsebnost maščobe je 55 % maščobe.

## Uporaba
Majorero jemo surov v solati ali na kruhu. Starejši kot je, boljši je za oplemenitenje enolončnic, mesnih jedi, juh in omak.